# Eucereon patula
Eucereon patula là một loài bướm đêm thuộc phân họ Arctiinae, họ Erebidae.